# Clive Charles
Clive Michael Charles (Dagenham, Essex, Egyesült Királyság, 1951. október 3. – Portland, Oregon, Amerikai Egyesült Államok, 2003. augusztus 26.) angol labdarúgó, labdarúgóedző és tévébemondó. A National Collegiate Athletic Association több mint négyszáz mérkőzést nyert öt edzőjének egyike.
Grenadai bevándorlók gyermekeként munkásnegyedben nőtt fel; édesapja kereskedő volt. Bátyját, John Charlest követve a West Ham United FC-ben játszott, majd 1978-ban az USA-ban profi karrierbe kezdett. Később edző lett.
2000-ben prosztatarákkal diagnosztizálták, 2003-ban hunyt el.

## Játékosként
12 évesen a West Ham United ificsapatában játszott, majd 15 évesen a klub leszerződtette, 1970-ben pedig a profi csapat hátvédje lett. Sok játékosuk volt, ezért Charles nem sokat léphetett pályára. 1971–1972-ben kölcsönadták a Montreal Olympique-nek; ekkor találkozott leendő feleségével, az akkor légiutas-kísérőként dolgozó Clarenával. Az 1974-es szezon utolsó nyolc játékára kölcsönadták a Cardiff City FC-nek, ahol 23 évesen csapatkapitány lett. 1978-ban távozott a csapattól.
1978-ban megvásárolta a Portland Timbers; 1981-ben lesérült, így négy játékot követően többet nem lépett pályára. 1980–1981-ben a Timbers fedett pályás szezonjában is játszott; halála után 3-as mezszámát visszavonultatták. 2012. június 24-én a Seattle Sounders FC elleni mérkőzésen a szurkolók egy Charlesra emlékező formációt mutattak be a lelátón.
Az 1981-es szezont követően a fedett pályás Pittsburgh Spirit, majd a Los Angeles Lazers játékosa lett, erről később azt mondta, hogy „utáltam, de fizetni tudtam belőle a számláimat”. 1982-ben egykori Timbers-beli csapattársa, Jimmy Conway szólt neki a Reynolds Középiskola állásajánlatáról. Amikor tudomást szerzett róla, azonnal visszavonult és családjával Oregonba költözött.

## Edzőként
Edzői karrierje Angliában kezdődött, de hamarosan az oregoni Reynolds Középiskola, illetve 1986-tól a Portland Pilots férfi-, majd 1989-től nőilabdarúgó-csapatának is az edzője lett. 2002-ben a női csapat megnyerte az NCAA bajnokságát. Férfi játékosai között voltak Kasey Keller és Steve Cherundolo, női játékosai között pedig Shannon MacMillan és Tiffeny Milbrett.
1986-ban megalapította az F.C. Portlandet, ami több helyi, állami és országos bajnokságon is játszott.
Több évig volt az U23-as csapat edzője, ő készítette fel őket a 2000-es sydney-i olimpiára; ekkorra már rákkal diagnosztizálták, de csak az olimpia után vonult vissza. Ő készítette fel a csapatot az 1997-es Universiade-re és az 1999-es pánamerikai játékokra. Az 1998-as labdarúgó-világbajnokság idején a nemzeti válogatott edzőhelyettese volt.
1994-ben az ESPN bemondója volt.

## Halála és emlékezete
2000-ben prosztatarákkal diagnosztizálták, ezért hetente kemoterápiás kezelésre járt. 2003. augusztus 26-án hunyt el Portlandben; sírhelye a Mount Calvery temetőben van. Ugyanezen évben az Oregon Sports Hall of Fame tagja lett.

## Fordítás
- Ez a szócikk részben vagy egészben  a   Clive Charles című angol Wikipédia-szócikk ezen változatának fordításán alapul.  Az eredeti cikk szerkesztőit annak laptörténete sorolja fel. Ez a jelzés csupán a megfogalmazás eredetét és a szerzői jogokat jelzi, nem szolgál a cikkben szereplő információk forrásmegjelöléseként.